# Ахалцихська битва (1853)
Ахалцихська битва — битва Кримської війни, яка відбулась 12 (24) листопада 1853 року поблизу фортеці Ахалцих (зараз Ахалцихе, Грузія).
Одним з напрямів ударів турецької армії початку Кримської війни була фортеця Ахалцих, яка з 1829 року за результатами Адріанопольського мирного договору була приєднана до Російської імперії. Туди вирушив 18-тисячний корпус під командуванням Алі-паші, але був зупинений 7-тисячним загоном князя І. М. Андронікова, який складався головним чином з нерегулярних грузинських кавалеристів.
Російські війська здобули вирішальну перемогу, яка зупинила наступальні дії Османської імперії у Закавказзі.